# Палата културе Теодор Костеску
44° 37′ 26″ С; 22° 39′ 17″ И / 44.62375° С; 22.65469° И

Палата културе Теодор Костеску (рум. Palatul Culturii „Teodor Costescu”) је здање позоришта које се налази у Дробета-Турну Северину у Румунији. Заштићена је као историјски споменик од националног значаја.
Одлуку да се изгради зграда позоришта у Дробета-Турну Северину донела је група наставника Средње школе Трајан 3. новембра 1909. године. Средства за изградњу позоришта прикупљена су преко донација грађана и из буџета, а у пролеће 1913. године почела је изградња зграде. Позориште носи назив по директору Средње школе Трајан, Теодору Костескуу, који је посветио цео свој живот овом здању. Палата културе је завршена 1924. године, а прва сала је отворена за јавност 15. октобра 1924. године.
У почетним годинама Палата културе је, поред примарне функције позоришта, имала и друге намене. У источном крилу здања налазила се библиотека Ј. Г. Бибическу, биоскоп и ресторан, а у западном музеј др К. Ј. Истрати, сала за свечаности и помоћна сала. Велика позоришна сала налази се између ова два крила.